# Nimmyō
Nimmyō (jap. 仁明天皇, Nimmyō-tennō; * 810; † 21. März 850) war der 54. Tennō von Japan (833–850). Er war der zweite Sohn des Saga-tennō und dessen Gemahlin Tachibana. Montoku-tennō und Kōkō-tennō waren seine Söhne.
| Vorgänger | Amt           | Nachfolger |
| --------- | ------------- | ---------- |
| Junna     | Tennō 833–850 | Montoku    |

| Personendaten    | Personendaten                                |
| ---------------- | -------------------------------------------- |
| NAME             | Nimmyō                                       |
| ALTERNATIVNAMEN  | Ninmyō; Nimmyô; Ninmyô; 仁明天皇 (japanisch) |
| KURZBESCHREIBUNG | 54. Tennō von Japan (830–850)                |
| GEBURTSDATUM     | 810                                          |
| STERBEDATUM      | 21. März 850                                 |